# Ivan Stranski

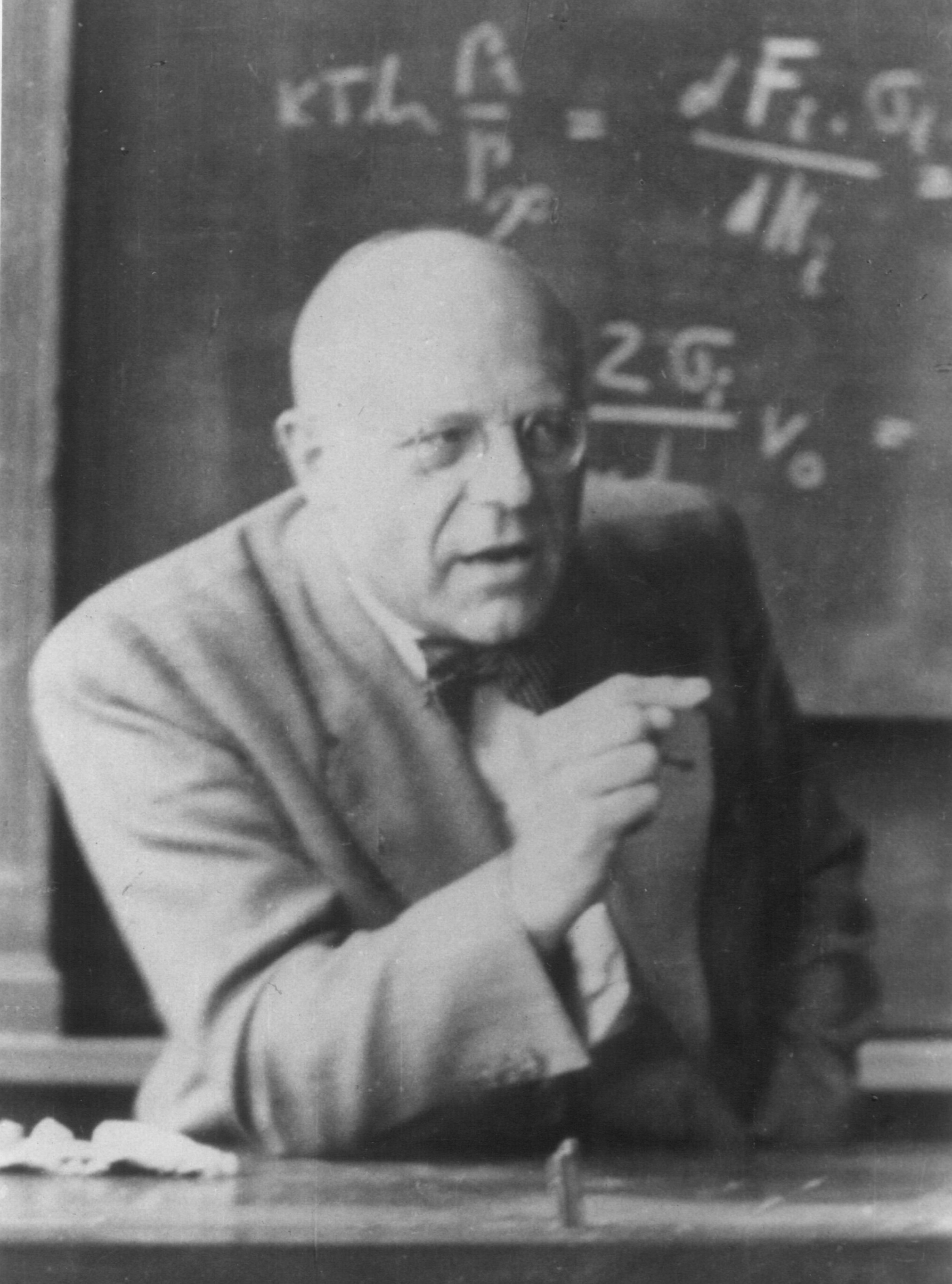
Ivan Stranski (1897–1979)

Ivan Nikolov Stranski (en búlgaro: Иван Николов Странски; 2 de enero de 1897 – 19 de junio de 1979) fue un fisicoquímico búlgaro.
Fundador de la escuela búlgara de química física, Stranski está considerado el padre de la investigación de la cristalogénesis. Stranski dirigió los departamentos de química física de la Universidad de Sofía y de la Universidad Técnica de Berlín, del que también fue rector.
El mecanismo de crecimiento de Stranski-Krastanov y el modelo de Kossel-Stranski reciben su nombre de Ivan Stranski.

## Biografía
Ivan Stranski nació en Sofía, la capital del Principado de Bulgaria. Fue el tercer hijo de Nikola Stranski, farmacéutico de la corte real, y su esposa Maria Krohn, una alemana del Báltico. Desde pequeño, sufrió de tuberculosis de los huesos, una enfermedad incurable en aquella época. Stranski estudió la secundaria en el Primer Instituto Masculino de Sofía. En busca de maneras de combatir su enfermedad, Stranski decidió estudiar medicina, aunque regresó a Bulgaria decepcionado tras un año de estudio en Viena Se graduó de química en la Universidad de Sofía en 1922, y obtuvo el título de doctor en Berlín bajo la supervisión de Paul Günther con una disertación sobre la espectroscopía de rayos X. En 1925, Stranski se unió al recién creado Departamento de Química Física de la Facultad de Física y Matemáticas de Sofía, siendo el primer docente de química física del país. En 1929, fue ascendido a profesor asociado y en 1937 a profesor de la Universidad de Sofía. Stranski atrajo al departamento a científicos de renombre tales como Rostislav Kaishev y Liubomir Krastanov.
En 1930, Ivan Stranski recibió una beca de la Fundación Rockefeller y fue invitado junto con Kaishev a la Universidad Técnica de Berlín, donde trabajó junto con el químico físico Max Volmer. Los años 1930 vieron la publicación de varios artículos importantes firmados por Stranski junto con Kaishev y Krastanov, como el descubrimiento en 1939 del mecanismo de crecimiento de Stranski-Krastanov. Entre 1935 y 1936, dirigió el departamento del Instituto de Física y Matemáticas de los Urales en Sverdlovsk (Unión Soviética). En 1941, Stranski fue invitado por Walther Kossel a realizar trabajos de investigación en Breslavia. Desarrolló su teoría cinética de la cristalogénesis, que acabó siendo conocida como modelo de Kossel-Stranski, ya que Kossel lo propuso también de forma independiente.
Con el avance del Ejército Rojo, Stranski regresó a Berlín para trabajar en el Instituto Kaiser Wilhelm de Química Física y Electroquímica. Tras rendirse la Alemania nazi, Volmer fue a la Unión Soviética y Stranski tomó su lugar como director de estudios del Departamento de Química Física de la Universidad Técnica de Berlín. A pesar de los daños causados por los bombardeos aliados, con la asistencia de Stranski, la Universidad Técnica fue de las pocas que abrieron durante el curso académico de 1945. Entre 1948 y 1949, Stranski fue el decano de la Facultad de Ciencias Generales e Ingeniería. Entre 1951 y 1953, fue rector de la universidad; y también ocupó el puesto de vicerrector. En 1953, fue nombrado subdirector del Instituto Fritz Haber de la Sociedad Max Planck. Hasta 1963, Stranski impartió clases en la Universidad Libre de Berlín.
Tras el golpe de Estado búlgaro de 1944 y la instauración de un gobierno comunista, Stranski fue acusado de vínculos con el régimen profascista anterior y cesado del departamento que él mismo había fundado. No fue hasta los años 1960 que volvió a ser aceptado en calidad de miembro extranjero de la Academia de Ciencias de Bulgaria. Solamente regresaría a Bulgaria desde Berlín Oeste en 1967. Murió en Sofía en 1979, pero fue enterrado en Berlín.
Ivan Stranski fue miembro de la Academia de Ciencias de Gotinga (1939), de la Academia de Ciencias de Baviera (1959), de la Academia de Ciencias de Nueva York, de la Academia Alemana de Ciencias Leopoldina y de la Real Academia de las Ciencias de Suecia. Dos institutos modernos llevan su nombre: el Laboratorio Stranski de Química Física y Teórica de la Universidad Técnica de Berlín (Iwan N.-Stranski-Institut entre 1967 y 2001), y el Instituto I. N. Stranski de Metalurgia en Oberhausen.